# 1 червня
1 червня — 152-й день року (153-й у високосні роки) у григоріанському календарі. До кінця року залишається 213 днів.

## Свята і пам'ятні дні

### Міжнародні
- ООН: Всесвітній день батьків.
- День захисту дітей.
- Всесвітній день молока. Дата встановлена Продовольчою і сільськогосподарською організацією Об'єднаних Націй (Food and Agriculture Organization), 2001.
- День малювання.
- День рішучості.
- Міжнародний день сусідів. (Neighbour's Day) (2000)

### Національні
- Самоа: Національне свято Незалежної Держави Самоа. День Незалежності (1962).
- Туніс: День Перемоги чи День Конституції. (1959)
- Вірменія: День захисту прав дітей.
- Монголія: День матері та дитини.
- Палау: День президента.
- Бенін: Національний день дерев.
- Мексика: Національний день моря.
- Камбоджа: Національний день посадки дерев.
- США:
  - День штату Кентуккі. (1792)
  - День штату Теннессі. (1796)
  - Національний день кексу з лісовими горіхами.

### Релігійні

#### Християнство
День Святого Юстина

### Іменини
✙ Православні: Юстин
✝  Католицькі:

## Події
- 794 — король Карл Великий відмовився підкоритися рішенням VIII Вселенського собору 787 року, що стосувалися поклоніння іконам — на соборі франкських богословів, що проходив у Франкфурті-на-Майні, він утвердив свою незалежність від Візантії попри те, що це йшло всупереч волі папи Адріана I.
- 1475 — османський флот під командою великого візира і капудана-паші Гедик Ахмеда почав облогу Кафи.
- 1494 — у казначейських звітах Шотландського королівства зафіксована перша письмова згадка про шотландське віскі. Винокуром був монах Джон Кор.
- 1533 — короновано Анну Болейн, нову королеву-консорт (у шлюбі з англійським королем Генріхом VIII).
- 1652 — почалася битва під Батогом між союзною армією Війська Запорозького і Кримського Ханства під проводом Богдана Хмельницького проти війська Речі Посполитої під командуванням Мартина Калиновського. Була однією з важливих подій в ході Хмельниччини і завершилася перемогою союзників.
- 1831 — під час дослідження Арктики англійський мандрівник Джеймс Кларк виявив місцезнаходження Північного магнітного полюсу Землі.
- 1845 — зафіксовано рекордний за дальністю переліт домашнього голуба — він подолав відстань довжиною 11 тисяч кілометрів (Намібія-Лондон) за 55 днів.
- 1893 — у Берліні відбулась прем'єра опери Дж. Верді «Фальстаф».
- 1919 — розпочався загальний наступ військ Армії УНР на протибільшовицькому фронті.
- 1935 — у Великій Британії запроваджено номерні знаки до автомобілів і обов'язкову здачу екзаменів на водійські права.
- 1938 — у США вийшло 1-е число журналу коміксів «Action Comics», в якому з'явився персонаж Супермен. Авторами коміксу були Джеррі Сігел і художник Джо Шустер, а за сюжетну основу взято біблійну легенду про Мойсея, батьки якого, щоб врятувати життя сину, були змушені підкинути його чужим людям. Перша новела коміксу розповідала про народження маленького хлопця на ім'я Кал-Ел на планеті Криптон, якого незадовго до вибуху планети ракетою відправили на Землю. Перші примірники «Action Comics» коштували 10 центів, 1995 на аукціоні за них давали по 75 тисяч доларів.
- 1943 — над Біскайською затокою німці збили літак, в якому, на їхню думку, з Лісабона до Лондона летів британський прем'єр Вінстон Черчилль. Насправді ж це був звичайний цивільний літак, всі пасажири котрого загинули, включно з британським актором Леслі Говардом, славетним виконавцем ролі Ешлі Вілкіса у фільмі «Звіяні вітром».
- 1946 — за вироком трибуналу у Бухаресті страчено пронацистського диктатора Румунського королівства (1940—1944) генерала Йона Антонеску.
- 1958 — під час політичної кризи, пов'язаної з повстанням в Алжирі, Шарль де Голль став прем'єр-міністром Франції. Герой 2-ї Світової війни і лідер впливової політичної партії, де Голль вважався єдиною особою, здатною консолідувати французьке суспільство. Він отримав повноваження керувати країною протягом 6 місяців за допомогою виданих ним декретів, ініціював прийняття нової конституції, і в грудні 1958 був обраний президентом П'ятої Республіки. За наступні 10 років де Голь надав незалежність Алжиру, започаткував французьку атомну програму, відновив міжнародну роль Франції як самостійної політичної сили. Але заворушення та страйки 1968 року різко знизили популярність де Голля і в квітні 1969 79-річний президент пішов у відставку.
- 1961 — сингл Елвіса Преслі «Surrender» вийшов на першу сходинку британського хіт-параду.
- 1964 — гурт The Beatles випустив сингл «Sweet Georgia Brown»/«Take Out Some Insurance On Me Baby.»
- 1967 — диск The Beatles «Sgt. Pepper's Lonely Hearts Club Band» став «золотим» у Великій Британії та США і вийшов на першу позицію в хіт-парадах цих країн (у США він протримався в лідерах 19 тижнів, у Великій Британії — 27). Згодом «Sgt. Pepper's» отримав чотири нагороди «Ґреммі».
- 1969 — у Канаді на радіо і телебаченні заборонено рекламу тютюнових виробів.
- 1980 — почав роботу перший цілодобовий інформаційний канал Cable News Network (CNN), який, за словами його власника Теда Тернера, буде в ефірі «до кінця цього світу».
- 1981 — вийшов альбом Джорджа Гаррісона «Somewhere in England».
- 1988 — президент США Рональд Рейган і радянський лідер Михайло Горбачов обмінялися в Москві ратифікаційними документами по договору про скорочення ядерних ракет середнього радіуса дії, підписаного у грудні 1987 року.
- 1990 — на екрани США вийшов фільм «Згадати все» за участю Арнольда Шварценеггера.
- 1990 — у Вашингтоні президент США Джордж Буш та радянський лідер Михайло Горбачов підписали договір про припинення виробництва хімічної зброї та скорочення вже існуючих її арсеналів.
- 2025 — Служба безпеки України здійснила операцію «Павутина» з ураження російської стратегічної авіації в ході повномасштабної російсько-української війни.

## Народились
Дивись також Категорія:Народились 1 червня
- 1076 — Мстислав Великий, київський князь (1125—1132), державний та політичний діяч, святий.
- 1498 — Мартен ван Гемскерк, нідерландський художник доби Відродження.
- 1771 — Фердинандо Паер, італійський композитор австрійського походження.
- 1796 — Саді Карно, французький фізик, один з основоположників термодинаміки († 24.08.1832).
- 1871 — Аліс Гі-Бланше, французька кінематографістка, перша в історії жінка-кінорежисерка та продюсерка.
- 1876 — Ганна Мещерська (до шлюбу Пащенко, †1951), українська акторка.
- 1879 — Борис Мартос, український учений-економіст, кооператор, педагог, голова Ради Міністрів УНР
- 1903 — Василь (Величковський), новомученик Української греко-католицької церкви, релігійний діяч, єпископ УГКЦ, редемпторист.
- 1923 — Сергій Рябченко, український художник-графік.
- 1926 — Мерилін Монро (Норма Джин Мортенсон Бейкер), американська акторка, модель, кінорежисерка та автобіографістка, засновниця власної кіностудії, що знаменувала розпад студійної системи Голлівуду († 5.08.1962).
- 1928 — Георгій Добровольський, радянський космонавт українського походження, інженер-дослідник космічного корабля «Союз-11».
- 1929 — Стасіс Красаускас, литовський графік († 10.02.1977).
- 1930 — Едвард Вудворд, актор (Хатина дядька Тома, Чемпіони, Останній вибір, Призначення).
- 1935 — Норман Фостер, британський архітектор, один з творців стилю хай-тек; лауреат Імператорської, Прітцкерівської (1999) премій та премії «Квадрига» (2003).
- 1937 — Морган Фрімен, американський актор.
- 1941 — Іто Тойоо, японський архітектор; найважливіші споруди: Медіатека (Сендай), Вежа вітрів (Йокогама).
- 1965 — Найджел Шорт, британський шахіст, гросмейстер.
- 1968 — Джейсон Шон Донован, австралійський поп-співак, кіноактор (Сусіди, Місяць і зірки).
- 1971 — Гілад Цукерман, ізраїльський мовознавець.
- 1974 — Аланіс Моріссетт, канадська співачка, лауреат «Гремі» (Jagged Little Pill 1995).*
- 1979 — Маркус Перссон, шведський програміст та ігровий дизайнер. Більш відомий як «Нотч».

## Померли

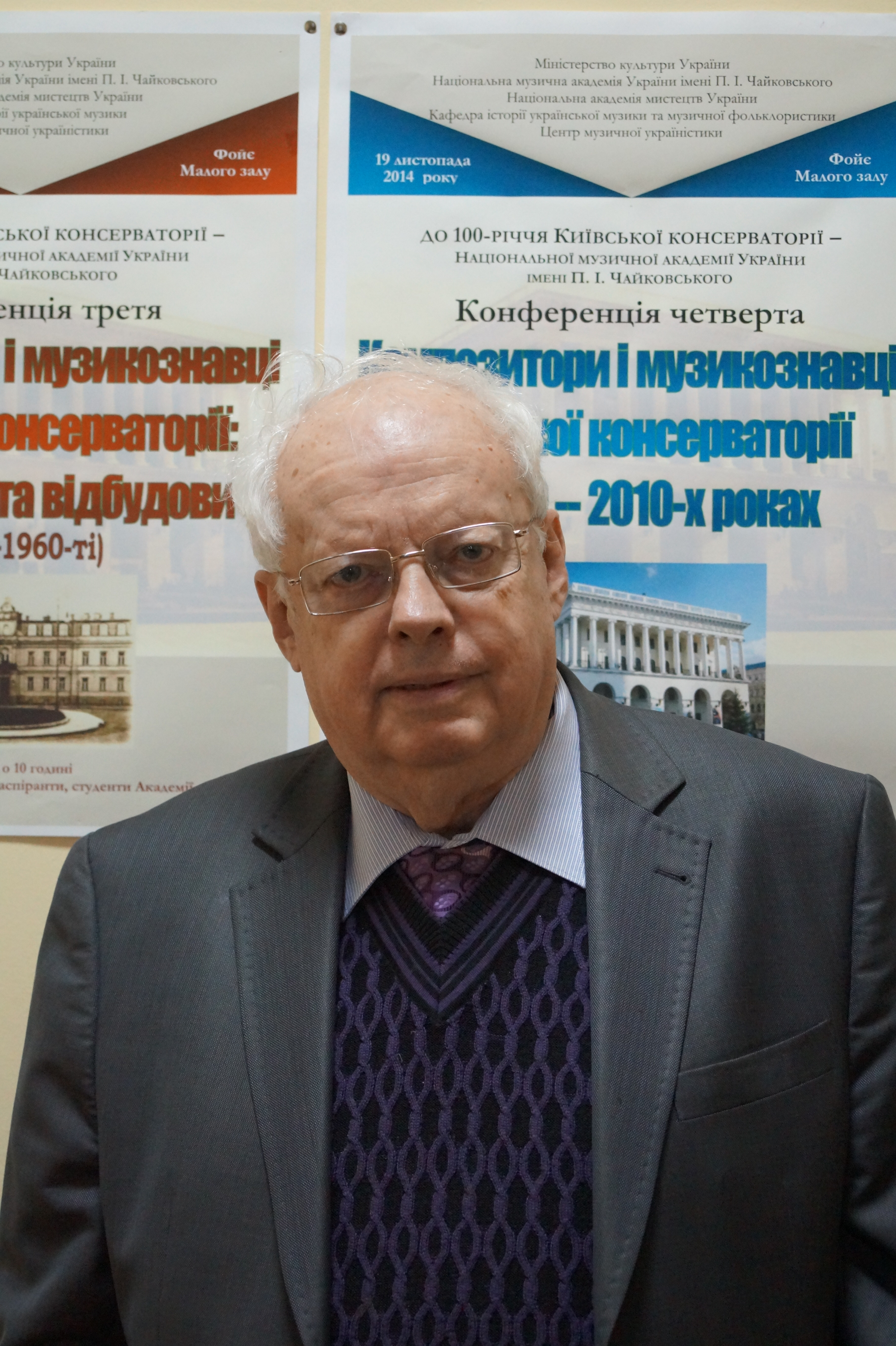
Мирослав Скорик

Дивись також Категорія:Померли 1 червня
- 1841 — Ніколя Аппер, французький винахідник; розробив метод консервації продуктів (т. зв. апертизація).
- 1876 — Христо Ботев, болгарський національний герой, громадський діяч, поет і публіцист.
- 1938 — Еден фон Хорват, австрійський драматург угорського походження.
- 1968 — Гелен Келлер, сліпоглуха американська письменниця, громадська діячка і викладачка.
- 1978 — Семененко Олександр Платонович, український адвокат та громадський діяч.
- 1984 — Архип Люлька, український радянський конструктор авіаційних двигунів.
- 1999 — Крістофер Кокерелл, британський інженер, винахідник судна на повітряній подушці.
- 2008 — Ів Сен-Лоран, французький модельєр.
- 2020 — Мирослав Скорик, український композитор і музикознавець, Герой України.